# Catharine van Tussenbroek
Catharine van Tussenbroek, née 4 août 1852 à Utrecht et morte le 5 mai 1925 à Amsterdam,  est une médecin et féministe néerlandaise. Elle est la deuxième femme à obtenir le diplôme de médecin aux Pays-Bas et la première à confirmer l'existence d'une grossesse extra-utérine dans les ovaires.

## Biographie

### Famille
Catharine van Tussenbroek est la fille de de Cornelia van der Voort et de Gerardus van Tussenbroek, charpentier. 

### Formation
Formée comme enseignante, Catharine van Tussenbroek obtient son certificat d'enseignante adjointe en 1870 et de directrice d'école en 1875. Elle est la première femme à être admise à l'Université d'Utrecht lorsqu'elle entreprend ses études de médecine en 1880,, obtenant son doctorat en médecine en 1887. 

### Carrière médicale
Catharine van Tussenbroek déménage à Amsterdam après avoir obtenu son diplôme et commence à travailler comme médecin généraliste en se concentrant sur les femmes et les enfants. En février 1898, elle devient membre du jury d'examen médical néerlandais et, peu de temps après, est nommée professeur de gynécologie à l'université d'Utrecht. En 1890, elle est nommée gynécologue assistante à la clinique Boerhaave d'Amsterdam, dirigée par le docteur M.A. Mendes de Leon (en). À l’époque, peu de femmes médecins devenaient spécialistes.
Elle passe huit ans à étudier et à travailler avec de Leon. Elle est largement reconnue et est  fréquemment appelée pour des consultations en dehors de la ville d'Amsterdam. En 1891, elle devient secrétaire de la Société néerlandaise de gynécologie.
Militant pour la santé et l'hygiène des femmes, elle se prononce contre les corsets contraignants et préconise le port de vêtements amples. Elle fait campagne pour une réforme des lois sur l'avortement et milite contre la stérilisation chirurgicale inutile des femmes, affirmant que les seuls bénéficiaires sont les maris. Elle présente un article intitulé « Le manque d'esprit de vie chez nos jeunes femmes et filles » en 1898 lors de l'ouverture de l'Exposition du travail des femmes tenue à La Haye, qui plaide en faveur de l'indépendance économique des femmes. Elle croit que le manque d'opportunités offertes aux femmes et une vie dont le seul objectif est le mariage sont préjudiciables à la santé, appelant plutôt à l'activité physique et à la formation professionnelle.
Catharine Van Tussenbroek aime la recherche ; si les besoins des femmes avaient été moins urgents, elle aurait préféré continuer à entreprendre des études histologiques plutôt que gynécologiques. En 1899, elle « démontre sans l'ombre d'un doute » l'existence de la grossesse ovarienne, une grossesse extra-utérine dans les ovaires, grâce à une première description clinique et histologique précise,. Pour qu'il s'agisse d'un véritable cas de grossesse ovarienne, Otto Spiegelberg (en) établi des critères qui doivent être présents. Van Tussenbroek explique l'existence d'une grossesse ovarienne  dans son rapport en constatant que l'ovaire et la trompe de Fallope du côté droit sont normaux, que le sac sur l'ovaire contient un embryon, que le sac de gestation est relié par un cordon et que le sac a des plis de tissu lutéinique. Le corps médical est sceptique,, mais trois ans après son rapport, ses résultats sont confirmés, bien que le scepticisme ait prévalu jusque dans les années 1920.
En 1902, elle est co-auteur d’une étude sur le cancer du col de l’utérus aux Pays-Bas. Elle est rédactrice en chef du Netherlands Journal of Medicine,  ainsi que du Netherlands Journal of Obstetrics and Gynecology. Van Tussenbroek est membre du conseil d'administration de la Société néerlandaise pour l'avancement de la médecine,. Elle est également active en tant qu’auteure scientifique, contribuant fréquemment à des revues médicales. Avec le Dr J. Blok et CH de Jong, elle publie en 1898 Inleiding tot de studie der schoolhygiëne (Introduction à l'étude de l'hygiène scolaire) et en 1911 De ontwikkeling der aseptische verloskunde in Nederland (Le développement de l'obstétrique aseptique aux Pays-Bas).

### Autres engagements
Politiquement active, Catharine van Tussenbroek est membre de la Society for Women's Suffrage et porte une broche en velours à l'effigie de la suffragette américaine Carrie Chapman Catt. 
Entre 1910 et 1916, elle est vice-présidente puis présidente de l'Association nationale pour le travail féminin. En 1919, l'année où les femmes néerlandaises obtiennent le droit de vote, elle se présente comme candidate de l'Organisation générale des femmes néerlandaises (ANVO) aux élections parlementaires, bien qu'elle soit battue.

## Héritage
Après la mort de Catharine van Tussenbroek, la docteuresse Marie Anne van Herwerden (de), membre de l'Association néerlandaise des femmes dans l'enseignement universitaire (VVAO), créé une bourse gérée par l'association en 1926. La bourse, qui porte le nom de van Tussenbroek, fournit des fonds aux femmes universitaires néerlandaises pour qu'elles puissent étudier dans leur pays ou à l'étranger et terminer leurs recherches de troisième cycle.